# Russula renidens
Russula renidens är en svampart som beskrevs av Ruots., Sarnari & Vauras 1998. Russula renidens ingår i släktet kremlor och familjen kremlor och riskor.  Arten är reproducerande i Sverige. Inga underarter finns listade i Catalogue of Life.